# Yapacana (genre)
Pour l’article homonyme, voir Yapacana.
Genre
Yapacana est un genre d'opilions laniatores de la famille des Stygnidae.

## Distribution
Les espèces de ce genre se rencontrent au Brésil et au Venezuela.

## Liste des espèces
Selon World Catalogue of Opiliones (04/10/2021) :
- Yapacana ianomami (Pinto-da-Rocha & Tourinho, 2012)
- Yapacana neblina (Pinto-da-Rocha & Tourinho, 2012)
- Yapacana tapirapeco (Pinto-da-Rocha & Tourinho, 2012)
- Yapacana tibialis Pinto-da-Rocha, 1997

## Publication originale
- Pinto-da-Rocha, 1997 : « Systematic review of the Neotropical family Stygnidae (Opiliones, Laniatores, Gonyleptoidea). » Arquivos de Zoologia do Estado de São Paulo, vol. 33, no , p. 163–342.